# I Tried
I Tried è il primo singolo del gruppo statunitense Midwest rap Bone Thugs-n-Harmony estratto dall'album Strength & Loyalty. Lo ha prodotto e vi ha partecipato Akon.

## Informazioni
La canzone tratta delle difficoltà che i membri del gruppo hanno dovuto affrontare nelle strade della loro città natale, Cleveland.
Il 7 aprile 2007 I Tried debuttò nella chart Billboard Hot 100, piazzandosi alla posizione n.82 una settimana dopo. Ha in seguito raggiunto la posizione n.6, mentre in Regno Unito si è classificata alla 69ª posizione.
Il 7 marzo 2007 il videoclip debuttò ufficialmente su Yahoo! e altri siti Internet. Il 31 dicembre raggiunse la posizione n.89 nella chart dell'emittente televisiva via cavo BET Notarized: Top 100 Videos of 2007.

## Remix
Qui di seguito, vengo elencati i remix del brano, ufficiali e non:
- I Tried (Remix) (feat. Tupac Shakur)
- I Tried (Remix) (feat.Bizzy Bone)
- I Tried (Runaway Statue Remix) (feat. Eazy-E)
- That's Life (I Tried Remix) di Lil' Ray
- I Tried (Los Remix) feat. Akon, Tupac Shakur & The Notorious B.I.G.)
- I Tried (Ultimaite Victory Remix) (feat. Eazy-E, Tupac Shakur, Bizzy Bone, Flesh-n-Bone & Lil' Ray)

## Tracce
Lato A
- I Tried (feat. Akon)
  1. Clean –4:51
  2. Dirty –4:51
  3. Instrumental –4:51
  4. A capella –4:33

Lato B
- Bumps in the Trunk (feat. Swizz Beatz)
  1. Dirty –4:25
  2. Instrumental –4:24
  3. A capella –4:26

## Posizioni in classifica
| Chart (2007)                          | Posizione massima |
| ------------------------------------- | ----------------- |
| Billboard Hot 100 (USA)               | 6                 |
| Billboard Hot R&B/Hip-Hop Songs (USA) | 45                |
| Billboard Hot Rap Tracks (USA)        | 6                 |
| Billboard Pop 100 (USA)               | 8                 |
| Billboard Hot Digital Songs (USA)     | 4                 |
| RIANZ Singles Chart (Nuova Zelanda)   | 4                 |
| World Singles Top 40                  | 24                |
| Billboard Canadian Hot 100 (Canada)   | 52                |
| Official Singles Chart (UK)           | 69                |